# بوواناگیری
بوواناگیری (به انگلیسی: Bhongir) یک منطقهٔ مسکونی در هند است که در بخش یدادری بوواناگیری واقع شده‌است. بوواناگیری ۹٫۶۳ کیلومتر مربع مساحت و ۵۵٬۰۰۰ نفر جمعیت دارد و ۴۳۰ متر بالاتر از سطح دریا واقع شده‌است.